# Nowa Dziedzina
Nowa Dziedzina est une localité polonaise de la gmina mixte de Barlinek située dans le powiat de Myślibórz en voïvodie de Poméranie-Occidentale. Elle se situe à environ 24 km à l'est de Myślibórz et 62 km au sud-est de la capitale régionale Szczecin.

## Géographie

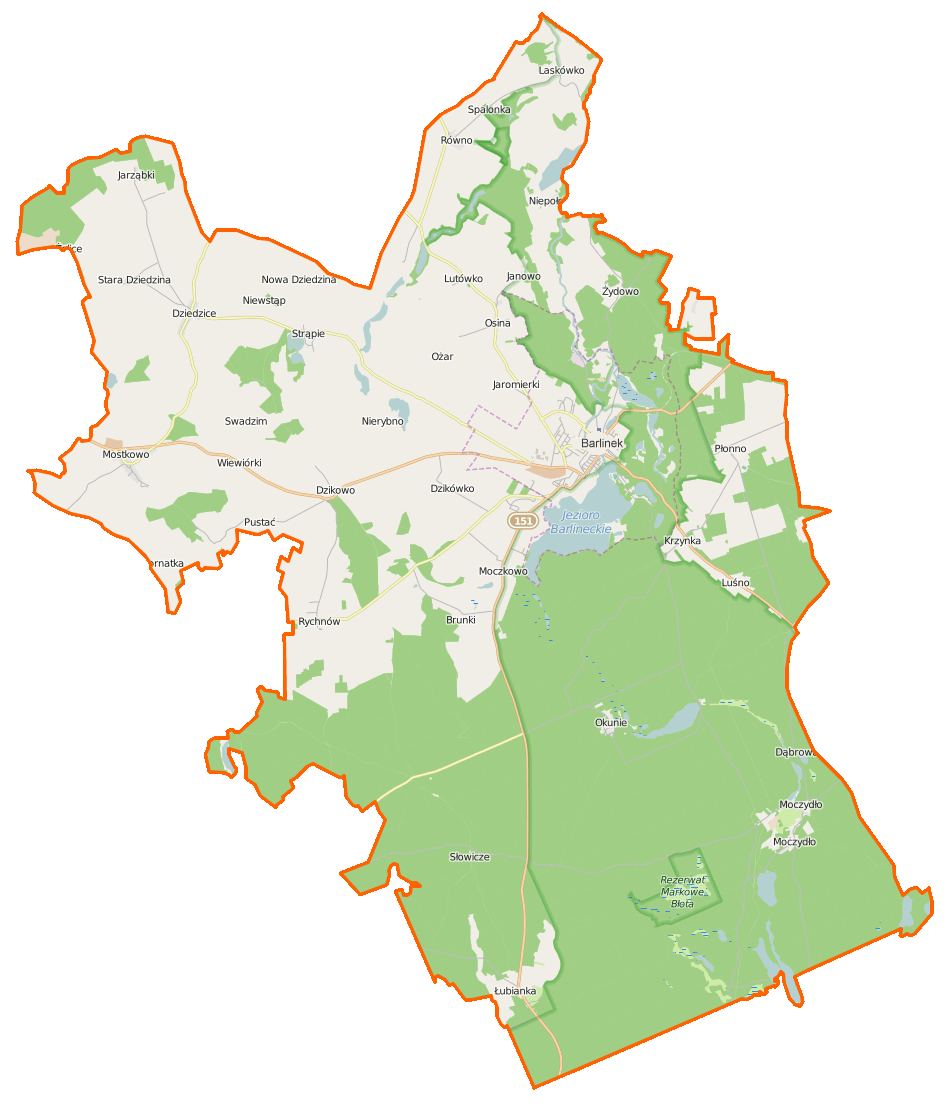
Carte de la gmina de Barlinek.